# Csiffáry Jenő
Csiffáry Jenő Aurél (Nemespann, 1895. február 13. – Nemespann, 1967. február 24.) első világháborús századparancsnok, kántortanító, iskolaigazgató és -könyvtáros, vadász, tűzoltóparancsnok, leventeparancsnok, a falu katonai parancsnoka a második világháború alatt, illetve embermentő.

## Élete
Csiffáry Gusztáv (1866–1936) és Csiffáry Hermina (1863–1934) gyermeke volt. Előbb a nyitrai piaristáknál, majd az esztergomi Szent Benedek-rendi katolikus gimnáziumban tanult, majd ugyanott tanítóképzőbe járt.
Az első világháború előtt Nyitrán és Léván szolgált. 1915 januárjában állást kapott a nemespanni iskolában, esküt is tett, azonban már a következő hónapban besorozták, majd május 15-én, mint önkéntes karpaszományos őrmester bevonult a Nyitrai 14. honvéd gyalogezredhez. 1915. november 1-én tartalékos tisztjelöltként rangot szerzett. 1916. január 7-én került az orosz frontra a 312. gyalogezredhez mint szakaszparancsnok. Olikától 5 km-re délre részt vett a Bruszilov-offenzíva elleni hadműveletekben. 1916. június 5-én szakaszával fedezte az ezred visszavonulását, illetve a június 16-i ellentámadásban tanúsított magatartásáért nagyezüst vitézségi érmet kapott. Ekkor bal karján megsebesült és ujjai átmenetileg megbénultak. A pozsonyi hadikórházban rehabilitálták.
1917. február 1-én hadnaggyá léptették elő. 1917 decemberében önként jelentkezett, előbb a román, majd egész zászlóaljával az olasz harctérre került a 41. (?) közös gyalogezredhez. Gorizia-val szemben, San Marco hegyén (Markov hrib) volt az állásuk 1917. november 26-ig. Ezután kórházban kezelték, s egy operációt követően Léván géppuskásnak képezték ki, majd 1918. márciusa és júniusa között (?) Bécsújhelyen felderítő pilóta kiképzésen vett részt. Ezt követően a 314. honvéd gyalogezredhez került a Piavehoz, mint géppuskás századparancsnok. 1918. június 3-tól utazva november 16-án tért haza. A Magyar Aëro Szövetség 1918. június 10-i választmányi ülésén vette fel rendes tagjai közé Horváth Ernő választmányi tag javaslatára.
Első világháborús szolgálataiért megkapta az 1916-ban alapított Károly-csapatkeresztet, a vitézségi érmet, két ezüst vitézségi érmet és az 1917-ben alapított sebesültek érmét.
1918 novemberétől taníthatott újra, amikor újból megnyílt az iskola két tanterme. 1919 áprilisában Nyitrán Agárdy Lászlóval együtt letette a csehszlovák állami esküt, majd 1923-ban Pozsonyban végezte a nosztrifikációs (honosítási) vizsgát. 1930 júliusában Pozsonyban szélvihar következtében a ligeti parkban ráesett egy fa és súlyos gerincsérülést szenvedett, majd kórházba szállították. Agárdy nyugdíjbavonulásával 1932. október 1-től látta el az iskola igazgatói (kántortanító) funkcióját. Nagy szerepe volt Nemespann templomának 1932-es felújítási munkálataiban, illetve 1929-es harangbeszerzéseiben. A községi képviselőtestület tagja volt az Országos Keresztényszocialista Párt színeiben. 1938. május 8-án Nyitrán járt az osztályával a repülőnapon. Állítólag egy kétüléses géppel kétszer is hazarepült, illetve más gépet is kipróbált.
A visszacsatolás rádiós kihirdetésekor a falubeliekkel átvonult Nagycéténybe, s másnapra a nagycétényiek elűzték a csehszlovák állam képviselőit. Mivel azonban a falu ekkor még nem került vissza Magyarországhoz, a csehszlovák állam a rendet katonai úton állította helyre. Az első bécsi döntés után behívták és két és fél hónapig Verebélyen irodai munkát végzett. 1939 decemberében egy vadászbaleset miatt jobb lábát amputálták. Zsidó személyek határon való átszöktetésének segítése miatt 1942 májusában rendőrségi megfigyelés alá helyezték. 1942 novemberében Nemzetvédelmi Keresztet kapott. Ennek ellenére 1944. november 20-tól Nemespann kinevezett katonai parancsnoka lett. E pozíciójának is köszönhetően próbálta többnyire sikeresen védelmezni főként falubelijeit, a kommunistákat és a behívót kapott személyeket. 1945. február 15-én felmentették a falu katonai parancsnoksága alól, illetve a nyilasok ki is hallgatták. A front és a szovjetek elvonulása után a csehszlovák hatóságok július elején őt is begyűjtötték és többekkel Nyitrán tartották fogva, ahol vallaták és megkínozták. Szabadlábra kerülése után a népbíróság perbe fogta. Többszöri fellebbezéseinek végén 1948-ban felmentették. Nyugdíját nem folyósították, végül Vaskovics Lajos közbenjárásának köszönhetően az 50-es évektől juthatott hozzá.

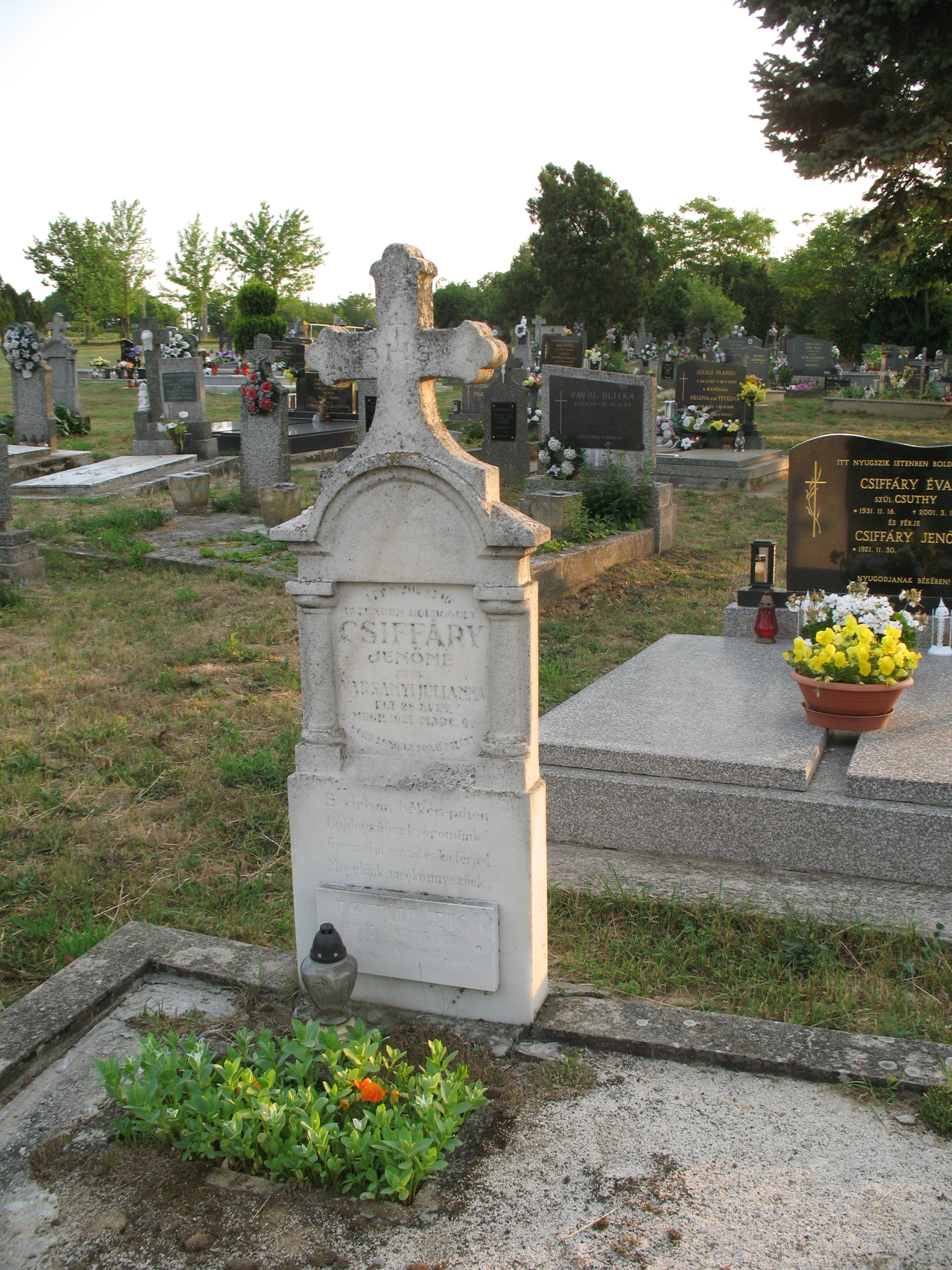
Végső nyughelye

Szívinfarktusban hunyt el, a nemespanni temetőben nyugszik. Emlékét tanítványai és családja őrizték. Számos jótékonysági gyűjtést szervezett, illetve jó célra adakozott.

## Művei
Iskolaigazgatóként vezette a nemespanni magyar iskola krónikáját, illetve 1964-ben megírta visszaemlékezését az első világháborúból való hazatéréséről. A Kárpáti vadász lapba rejtvényt (Fejtörő, 1929 3/7, 83) küldött.
1929-ben saját használatra kottásfüzetet állított össze, melyek között az első világháborús elesettekre emlékező templomi orgonadalok is találhatóak. Ezeket a második világháborús elesettek emlékmiséin is használta. Kántortanítóként Nemespann és közvetlen környékének temetési búcsúztatásaira is költött verseket és énekeket.

## Képtár

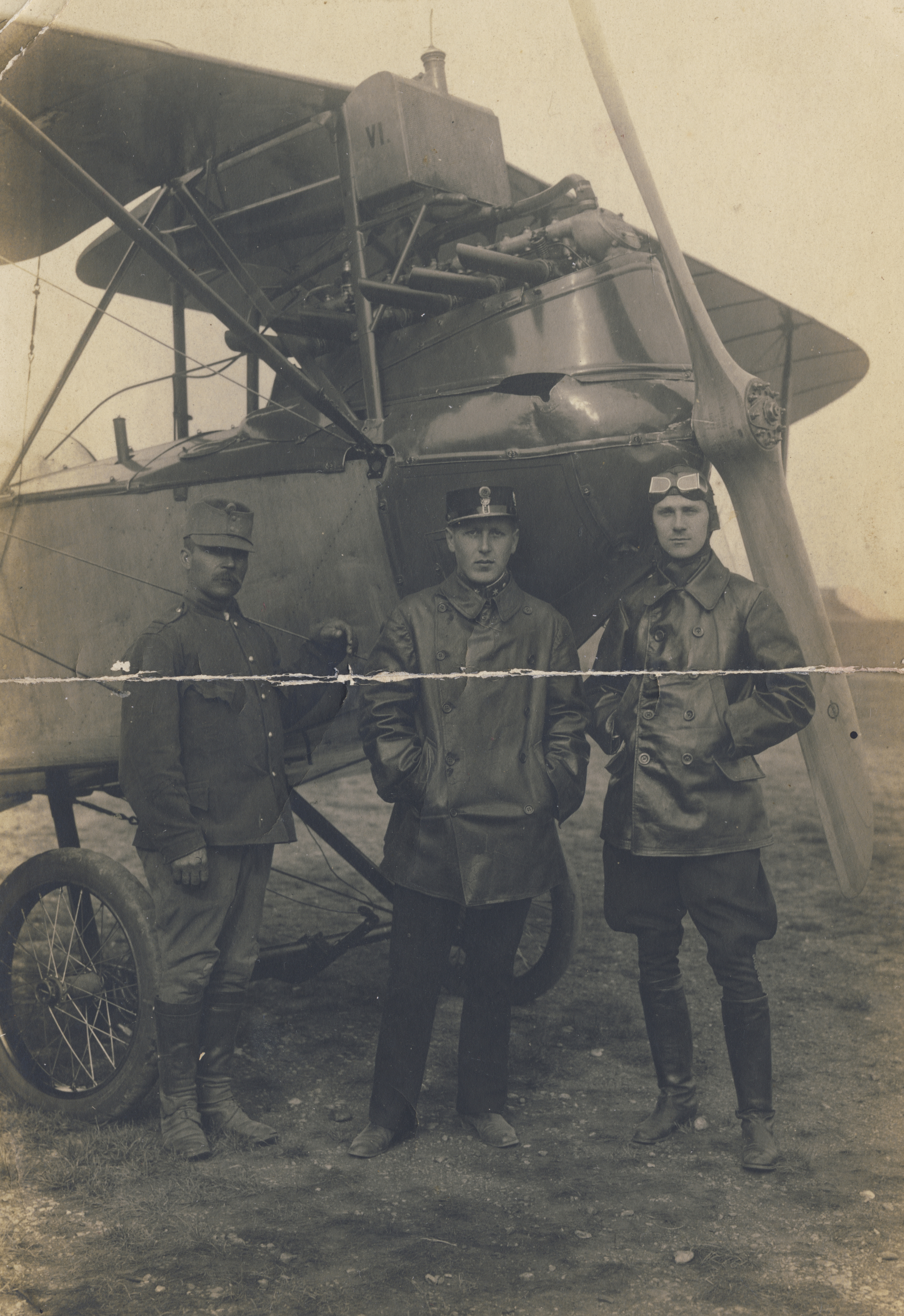
1918-ban felderítőpilótaként
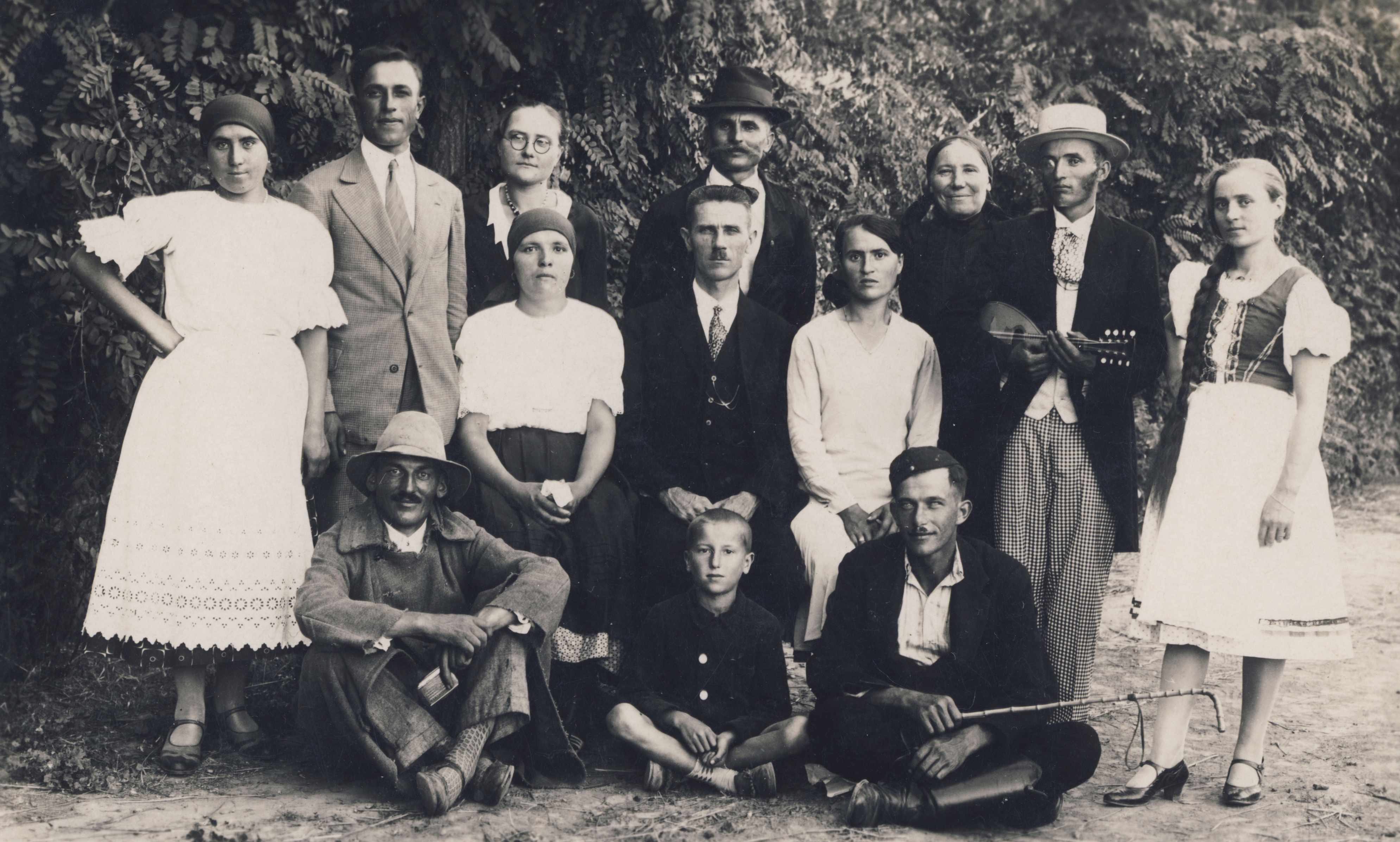
A színjátszócsoport vezetőjeként